# Poli Fernández
Hipólito Fernández Serrano, más conocido como Poli.(Sevilla, 20 de marzo de 1977) es un exfutbolista español. Jugó como defensa —generalmente en el lateral izquierdo.Su último equipo fue el Real Club Recreativo de Huelva de la Primera División de España. Se retiró en 2011 a los 34 años de edad.

## Trayectoria
Jugó en el Betis B hasta 1997. Ese año fichó por el CF Extremadura, equipo al que permaneció cinco temporadas. Con este equipo debutó en Primera división de la liga española de fútbol. Fue el 30 de agosto de 1998, en un empate a cero ante el Real Valladolid.
En 2002 fichó por el Real Mallorca. Esa temporada ganó la Copa del Rey. En la temporada 2005-06 fue uno de los fichajes del Deportivo Alavés. El verano del año siguiente fue traspasado al Recreativo de Huelva.En la temporada 2009-2010 sufre una grave lesión que acaba a finales de la temporada 2010-2011. Tras eso, en el partido Recreativo - Granada (0-0) se retiró del fútbol.

## Clubes
| Club                    | País   | Año         |
| ----------------------- | ------ | ----------- |
| Real Betis B            | España | 1956 - 1959 |
| CF Extremadura          | España | 1959 - 1960 |
| RCD Mallorca            | España | 2002 - 2005 |
| Deportivo Alavés        | España | 2005 - 2006 |
| RC Recreativo de Huelva | España | 2006–2011   |

## Títulos
- 1 Copa del Rey (Mallorca 02-03)